# Revolta de Morant Bay

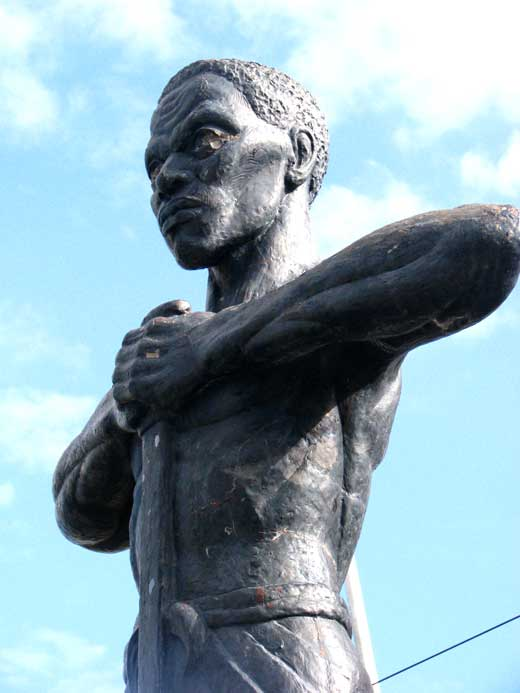
Estátua de Paul Bogle em Morant Bay, Jamaica

A Revolta de Morant Bay começou com uma marcha de protesto ao tribunal por centenas de pessoas lideradas pelo pregador Paul Bogle em Morant Bay, Jamaica. Alguns estavam armados com paus e pedras. Depois que sete homens foram baleados e mortos pela milícia voluntária, os manifestantes atacaram e queimaram o tribunal e edifícios próximos. Um total de 25 pessoas morreram. Nos dois dias seguintes, libertos pobres, muitos ex-escravos, se rebelaram na maior parte da paróquia de St. Thomas-in-the-East. 
Os jamaicanos protestavam contra a injustiça e a pobreza generalizada. A maioria dos libertos foi impedida de votar por altas taxas de votação, e suas condições de vida pioraram após os danos às plantações por inundações, epidemias de cólera e varíola e uma longa seca. Poucos dias antes da marcha, quando a polícia tentou prender um homem por interromper um julgamento, estourou uma briga de espectadores contra eles. As autoridades então emitiram um mandado de prisão do pregador Bogle, que pediu reformas e foi acusado de incitar tumultos.
O governador Edward John Eyre declarou a lei marcial na área, ordenando que tropas caçassem os rebeldes. Eles mataram muitos indivíduos negros inocentes, incluindo mulheres e crianças, com um número inicial de mortos de mais de 400. As tropas prenderam mais de 300 pessoas, incluindo Bogle. Muitos deles também eram inocentes, mas foram rapidamente julgados e executados sob lei marcial; homens e mulheres foram punidos com chicotadas e longas sentenças. Esta foi a repressão mais severa à inquietação na história das Índias Ocidentais britânicas.  O governador tinha George William Gordon, um representante mestiço da paróquia na Câmara da Assembleia, preso em Kingston e levado de volta para Morant Bay, onde julgou o político sob lei marcial. Gordon foi rapidamente condenado e executado.

A repressão violenta e as numerosas execuções geraram um acirrado debate na Inglaterra, com alguns protestando contra as ações inconstitucionais do governador John Eyre, e outros o elogiando por sua resposta a uma crise. A rebelião e sua supressão permanecem polêmicas e frequentemente debatidas por especialistas em estudos negros e coloniais.